# Ljubina (Republika Serbska)
Ljubina (cyr. Љубина) – wieś w Bośni i Hercegowinie, w Republice Serbskiej, w gminie Foča. W 2013 roku liczyła 3 mieszkańców.